# Postgeschichte und Briefmarken von Chile

## Vor der Einführung der ersten Briefmarken

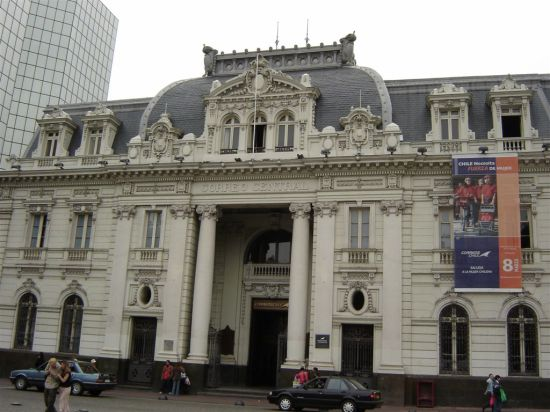
Zentralpostamt in Santiago (nationales Monument)

Die postalische Geschichte Chiles beginnt im Jahr 1748. In diesem Jahr beginnen die ersten monatlichen Postbeförderungen zwischen der chilenischen Hauptstadt Santiago de Chile und Buenos Aires. 1766 bekommt erstmals eine Stadt einen eigenen Stempel. Briefe aus Valparaíso wurden mit dem damaligen Stempel BALPARAISO versehen. Das Postwesen wurde seitdem von den Spanischen Besetzern stetig erweitert, bis Chile schließlich am 11. September 1811 von Spanien unabhängig wurde und sich schließlich 1818 als unabhängige Nation etablierte. 
Im Jahre 1840 beginnt die chilenische Post „Correos de Chile“ mit der regelmäßigen Briefbeförderung im ganzen Land. Schon bald wurden auch Pakete befördert. Zehn Jahre nachdem das erste südamerikanische Land, nämlich Brasilien, Briefmarken verausgabt hatte, entschloss sich die chilenische Post ebenfalls Postwertzeichen einzuführen. Am 1. Juli 1853 waren schließlich die ersten chilenischen Briefmarken an den Postschaltern erhältlich.

## Zeit der eigenen Briefmarkenausgaben

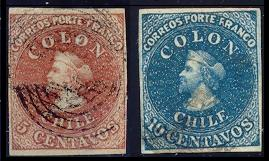
Die beiden ersten chilenischen Briefmarken von 1853 in gestempelter Erhaltung.

Die ersten beiden chilenischen Briefmarken von 1. Juli 1853 zeigten auf ihrem Markenbild ein Porträt des spanischen Seefahrers Christoph Kolumbus. Die beiden Werte zu 5 und 10 Centavos (100 Centavos entsprachen 1 Peso) wurden noch in England gedruckt. Die ersten Poststationen, die die Marken im Jahre 1853 verwendeten, waren Valparaíso und Santiago. Die beiden Freimarken wurden noch ungezähnt verausgabt.
Laut Gesetz durften die chilenischen Briefmarken von 1853 bis 1910 nur Porträts von Christoph Kolumbus enthalten. Dieses Gesetz wurde allerdings ab 1904 durch Telegrafenmarken mit Aufdruck umgegangen, Grund war der Mangel an niedrigwertigen Postwertzeichen. Die einzige Ausnahme vom Kolumbus-Porträt bildeten seit 1880 die Dienstmarken sowie Porto- und Telegrafenmarken.
Die meiste Übersee-Post von 1865 bis 1881 wurde von englischen Postagenturen verschickt. Hierzu wurden in den Häfen Valparaíso, Caldera und Coquimbo britische Briefmarken mit einem Balkenstempel versehen. In diesen Zeitraum fällt auch die französische Konsulatspost mit dem Stempel Valparaíso.
Im Salpeterkrieg von 1879 bis 1881 wurden peruanische Marken mit Aufdrucken versehen. Briefmarken (auch chilenische) mit Stempeln aus den besetzten Gebieten werden mit erheblichen Aufschlägen gehandelt.
Am 1. April 1881 trat Chile dem Weltpostverein (UPU) bei.
Die erste Flugpostbeförderung begann am 1. Januar 1919 von Santiago de Chile nach Valparaíso und wurde vom Piloten Clodomiro Figueroa mit seiner Morane-Saulnier MS-35 durchgeführt. Im Jahr 1927 wurden die ersten Flugpostmarken Chiles verausgabt, diese wurden vom französischen Flugunternehmen Testart auf der Strecke Santiago – Valparaíso verwendet. 
Am 8. April 1957 wurden von der chilenischen Post die ersten Paketpoststeuermarken ausgegeben. Die erste Poststeuermarke wurde 1970 verausgabt, dem folgte die Ära Pinochet. Seit 1990 hat Chile wieder einen frei gewählten Präsidenten als Staatsoberhaupt.
Heute druckt Chile praktisch nur noch Automatenmarken. Sondermarken können allerdings von finanzstarken Interessenten in Auftrag gegeben werden. Diese Sondermarken mit sehr kleinen Auflagen werden sehr teuer gehandelt.
Dieses Sammelgebiet zählt bei Philatelisten zu den Exoten, es gibt nur wenige Spezialisten auf diesem Gebiet.